# Tilapia rendalli
Tilapia rendalli är en fiskart som först beskrevs av Boulenger, 1897.  Tilapia rendalli ingår i släktet Tilapia och familjen Cichlidae. IUCN kategoriserar arten globalt som livskraftig. Inga underarter finns listade i Catalogue of Life.